# فردریش شریدر
فردریش شریدر (انگلیسی: Friedrich Schrader; ۱۹ نوامبر ۱۸۶۵ – ۲۸ اوت ۱۹۲۲) لغت‌شناس، آموزگار، روزنامه‌نگار، نویسنده، سردبیر اهل آلمان بود. او در نوشته‌هایش از نام مستعار اشتراکی(Ischtiraki) استفاده می‌کرد که در زبان ترکی عثمانی به معنای سوسیالیست است. او در ۱۸۶۵ در ولمیراشتت متولد شد، در دانشگاه هال مدرک دکترایش را در رشته مطالعات زبانهای شرقی گرفت و از ۱۸۹۱ تا ۱۹۱۸ در قسطنطنیه زندگی می‌کرد.